# グラディス・ツェンダー
グラディス・ロサ・ツェンダー・デ・マイヤー（Gladys Rosa Zender de Meier、1939年10月19日 - ）は、ペルーのモデル。1957年、第6回ミス・ユニバース世界大会（ミス・ユニバース1957）で優勝。ペルー代表として、また、ラテンアメリカ・南アメリカ諸国代表として初。有色人種として初という見方もあり、南半球初のミス・ユニバースでもある。

## 経歴
ドイツ・イタリア・スペインのルーツを持つ。1939年10月19日、スイス人の建築士Eduardo Zender Honigmanとペルー人のRosa Urbina Di Negroのもと、ウカヤリ郡コンタマナに生まれる。出生名Gladys Rosa Zender Urbina。
リマのサン・イシドロ地区のSanta Úrsulaという女子校で学ぶ。1957年夏、ファッションデザイナーLeonelは「リマで最も美しい女の子」をモデルとして求めた。レオネルは彼女をモデルに起用した。この時の写真がミス・ペルー主催者の手に渡る。
ミス・ペルー優勝。ミス・ユニバースの参加資格を得る。1957年7月19日、ロングビーチ (カリフォルニア州)で開催された決勝で優勝。キャロル・モリスより戴冠される。
この決定には異論がないわけではなかった。決勝の日、彼女は17歳9か月、主催者が定める必要条件に3か月足りなかった。ただし、決勝の翌日の時点では審査員もこの事実に気が付いていなかった。結局、「ミスとしての任期の間に18歳に達する」「ペルーでは、何歳何か月の端数が6か月以上ならば切り上げで次の年齢にすることが公式に認められている」ことを理由に、ミスのタイトルと王冠を剥奪しないこととした。日本代表として大会に参加した大谷享子は後に「ご本人は大変嬉しそうでした。年令がたりないなどとさわがれながらもあの立派な身体ですから、当時21才だった私の貧弱さをくらべて外国女性と日本女性の違いをつくづく感じさせられた気がいたしました」と述懐している。

### その後
ペルーのニュースマガジンCaretasは、彼女をカラーの表紙に起用した。同誌初のカラー表紙である。
ペルーの作曲家Alicia Maguinaは、Polka a Gladys Zender (La más hermosa)『グラディス・ツェンダー専用ポルカ (最も美しい)』という曲を作曲した。また、Nicolás WetzelはVals a Gladys Zender (Vale un Perú)『グラディス・ツェンダー専用ワルツ (ペルー一国分の価値)』を作曲。これらは1957年、ペルーのユニットLos Troveros Criollosにより演奏・レコーディングされた。

## 私生活とゴシップ
1958年、訓練船Juan Sebastián Elcanoで催された晩餐会に、後にスペイン国王となるフアン・カルロスと同行する。

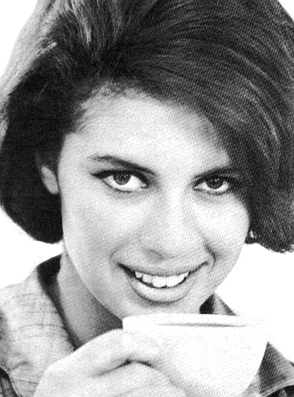
1962年

1964年、Antonio Meierとパーティーで知り合う。その日から交際を始め、2か月後プロポーズされる。1965年結婚。彼は経済学者で政治家。リマ市長などを歴任するが、詳細はAntonio Meierの項目参照。結婚後は表舞台から退いている。4人の子供と10人の孫を設ける。
4人目の子供Christian Meierは、ペルーを始めラテンアメリカで歌手として知られている。
2003年現在、ジュエリーや陶器を作り、忙しく絵を描きながら過ごしている。